# Nico de Wolf
Nicolaas „Nico“ de Wolf (* 27. Oktober 1887 in Apeldoorn; † 18. Juli 1967 in Doesburg) war ein niederländischer Fußballspieler.

## Karriere
Aus der Jugendmannschaft des HFC Haarlem hervorgegangen, rückte de Wolf 1904 in die erste Mannschaft auf, die in der Eerste Klasse West vertreten war. Während seiner Vereinszugehörigkeit bis 1915 erreichte er mit seiner Mannschaft das Finale um den nationalen Vereinspokal. Am 26. Mai 1912 bezwang er mit seiner Mannschaft Vitesse Arnheim mit 2:0 in Amsterdam.
Er bestritt von 1910 bis 1913 fünf Länderspiele für die Nationalmannschaft, davon zwei im olympischen Fußballturnier 1912 in Stockholm. Er kam im Achtelfinale gegen die Nationalmannschaft Schwedens und im Spiel um Bronze gegen die Nationalmannschaft Finnlands zum Einsatz.

## Erfolge
- Olympische Bronzemedaille 1912
- KNVB-Pokal-Sieger 1912